# Meniscomorpha atrorubra
Meniscomorpha atrorubra là một loài tò vò trong họ Ichneumonidae.